# Więzadło przednie głowy strzałki

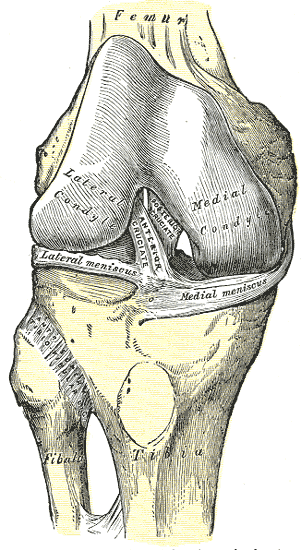
Prawy staw kolanowy widziany od przodu. Więzadło przednie głowy strzałki (ant. super. tibio-fibular lig.) znajduje się w centrum grafiki po lewej stronie (zaznaczone na biało).

Więzadło przednie głowy strzałki (łac. ligamentum capitis fibulae anterius) – jedno z więzadeł stawu piszczelowo-strzałkowego górnego.

## Przebieg
Więzadło składa się z dwóch lub trzech szerokich i płaskich pasm, biegnących skośnie pomiędzy przednią powierzchnią głowy strzałki a przednią powierzchnią kłykcia bocznego kości piszczelowej.